# Клементина (мультсериал)
«Клементина» (фр. Clémentine) — французский мультсериал 1985 года о фантастических приключениях десятилетней девочки Клементины.

## Сюжет
Действие происходит в 1920-х годах. Главная героиня сериала — Клементина Дюма (Clémentine Dumat), дочь знаменитого французского пилота Алекса Дюма (Alex Dumat), который растил её и её брата один. После авиакатастрофы она теряет возможность ходить и начинает путешествовать по миру, чтобы найти лекарство для излечения. Но во сне она может ходить, а её кот Элис (Hélice) может говорить с ней и летать. В своих снах она при помощи её ангела-хранителя Гемеры ведёт битву с демоном Малмотом.

## Персонажи

### Основные персонажи
Клементина Дюма (Clémentine Dumat)
Главная героиня сериала. Она жила в коммуне Вийякубле вместе со своим отцом, братом и гувернанткой. В возрасте 10-ти лет она становится жертвой авиакатастрофы и оказывается парализованной. В дальнейшем оказывается, что её хочет заполучить демон Малмот. К счастью, она оказывается под защитой ангела Гемеры.
В своих снах она может путешествовать вместе с Гемерой в магической голубой сфере по всему миру. В этих путешествиях она встречает разных придуманных персонажей: Пиноккио (Италия), Гензель и Гретель (Германия), Оливер Твист (персонаж) (Англия), Эхнатон (Египет) и т. д.
Во время поездки в Японию она встречается с Малмотом и побеждает его. После пробуждения она обнаруживает, что может ходить. Но вскоре Малмот появляется вновь.
Алекс Дюма (Alex Dumat)
Отец Клементины, лётчик и герой Первой мировой войны. Он принимает участие в авиасоревнованиях и терпит катастрофу, в результате которой Клементина остаётся парализованной. Алекс решает больше не летать, чувствуя свою вину в том, что произошло, но вскоре меняет своё решение. Он путешествует по всему миру, чтобы найти средство лечения для своей дочери. Во втором сезоне сериала Алекс принимает участие в разных воздушных эпопеях вроде попытки пересечь Атлантический океан или доставить на Северной полюс авиапочту. Он игнорирует то, что его дочь была жертвой демона, хотя она и говорила ему об этом много раз.